# Diemtigtal
Diemtigtal är en dal i Schweiz.   Den ligger i kantonen Bern, i den centrala delen av landet, 40 km söder om huvudstaden Bern.
I omgivningarna runt Diemtigtal växer i huvudsak blandskog. Runt Diemtigtal är det ganska glesbefolkat, med 38 invånare per kvadratkilometer.